# Aimée-Zoë de Mirbel

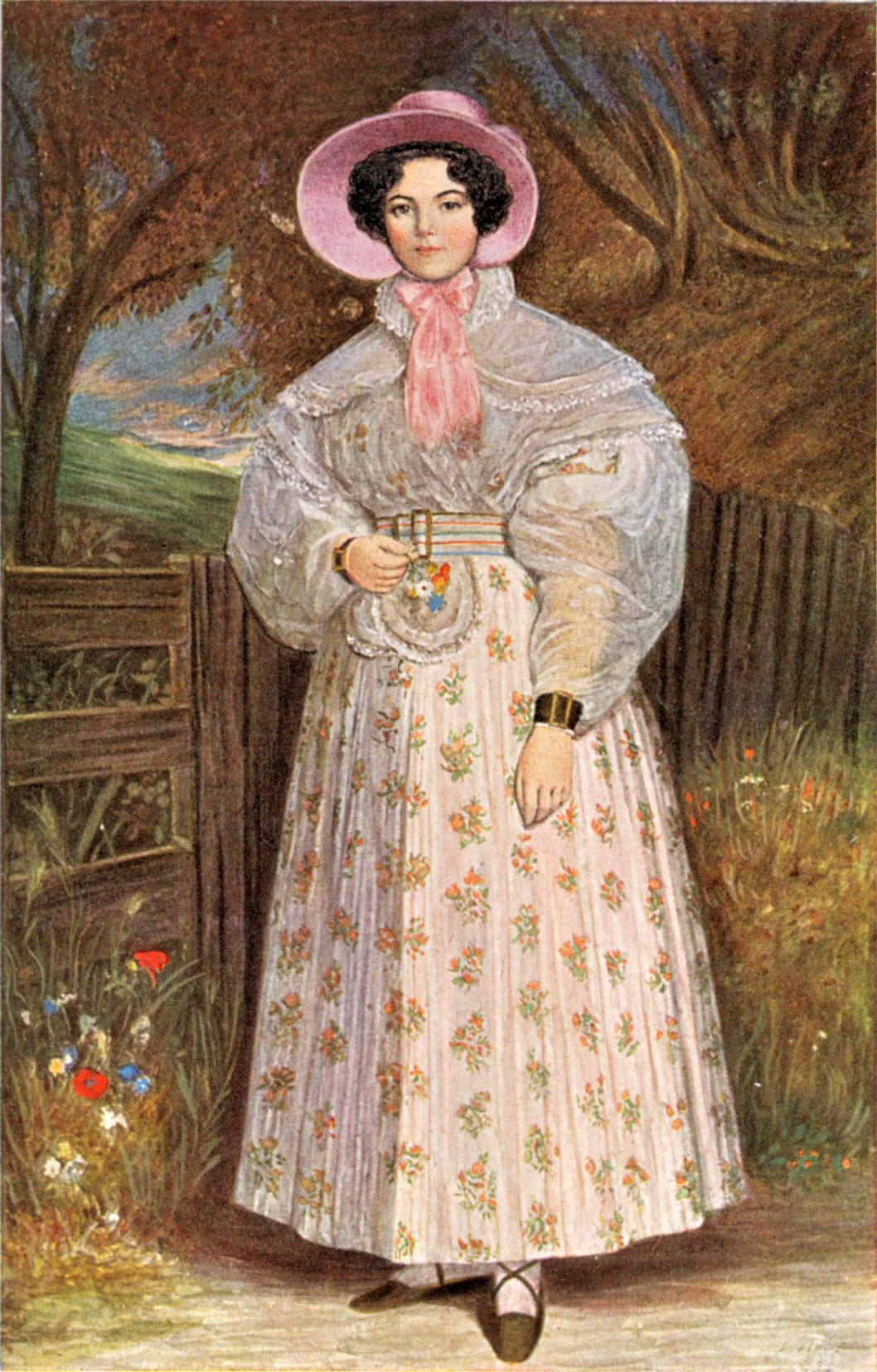
Aimée-Zoë de Mirbel

Aimée-Zoë de Mirbel (eigentlich Aimée-Zoë Lizinka Rue; * 26. Juli 1796 in Cherbourg; † 29. August 1849 in Paris) war eine französische Miniaturmalerin.

## Leben
Ihre Eltern waren Marine-Kommissar Gilles-Marie Georges Rue und Eulalie-Zoé Bailly de Monthion. Nachdem der Vater verstorben war, lebte die Familie bei einem Bruder der Mutter, General François Gédéon Bailly de Monthion, in Paris. Dort studierte Aimée-Zoë Rue bei dem bekannten Miniaturmaler Jacques Augustin und vermutlich bei François Gérard. Nach einer zufälligen Begegnung mit Ludwig XVIII. im Louvre erlaubte er ihr 1818, ein Porträt von ihm anzufertigen. Danach ernannte er sie zur Hofminiaturmalerin („peintre en min. de la chambre du Roi“). Sie porträtierte auch seinen Bruder Karl X. und weitere Angehörige des französischen Adels. Ab 1819 stellte sie Porträts im Salon de Paris aus, was sich später mit zunehmender Regelmäßigkeit wiederholte (ab 1838 jährlich) und wobei sie mehrere Preise gewann. Im Jahr 1824 heiratete sie den bekannten Botaniker Charles François Brisseau de Mirbel (1776–1854) und wirkte seitdem auch als Künstlerin unter ihrem Ehenamen.
Ende der 1820er Jahre eröffnete Aimée-Zoë de Mirbel einen eigenen Salon in ihrem Haus in der Rue Saint-Dominique, wo sich bekannte Bildende Künstler und Schriftsteller wie Stendhal aufhielten. Zu ihren Freunden gehörte unter anderem der Maler Charles-Émile Callande de Champmartin, der vermutlich auch ihren Malstil beeinflusste. 1831 gründete sie eine Kunstschule für Frauen („Atelier de Dames“), unterrichtete jedoch auch Männer im Zeichnen. Zu ihren Schülern gehörten Louise Pauline Vaillant, Sidonie Berthon, Maxime David, Gabriel-Aristide Passot und Pierre-Paul de Pommayrac.
Sie starb 1849 an der Cholera.

## Werk

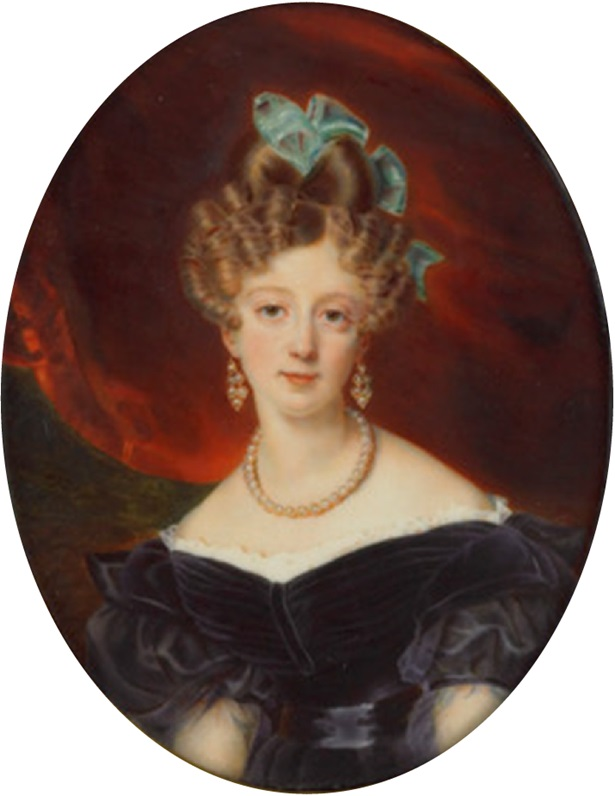
Porträt von Caroline, Duchesse de Berry (ca. 1828)

Aimée-Zoë de Mirbels Werke trafen bei ihren Zeitgenossen auf sehr positive Resonanz. Sie gilt als die führende Miniaturmalerin Frankreichs in den Jahren von 1835 bis zu ihrem Tod 1849. Sie malte vor allem Porträts, insbesondere Bruststücke. Dabei wählte sie zunächst meistens einfarbige Hintergründe. Um 1830 begann sie stattdessen, die Porträtierten vor stimmungsvollen Landschaften darzustellen, womit sie auch die englische Porträtmalerei beeinflusste.
Werke (Auswahl)
- Porträt von Ludwig XVIII. (1818)
- Porträt von Ludwig XVIII. (1819), 15,1 × 12,1 cm, auf Elfenbein, Wallace Collection
- Ganzfigurenporträt der Pauline Boyer an der Harfe (1819), 10,4 cm × 8,5 cm, auf Elfenbein, unten rechts signiert: Mlle Lizinka Rüe/1819, Louvre
- Porträt von Sir Walter Scott (1826), 14,7 × 10,9 cm, Wasserfarben auf Papier, Wallace Collection
- Porträt von Karl X. (1827)
- Porträt von Fitz-James (Salon de Paris 1827)
- Porträt von James Fenimore Cooper (1827), 13,7 × 10 cm, Wasserfarben auf Papier, Wallace Collection
- Porträt von Caroline, Duchesse de Berry (ca. 1828), 11,1 × 8,7 cm, Wasserfarben auf Elfenbein, Wallace Collection
- Porträt von Louise, Tochter des Charles-Ferndinand, Duc de Berri (vor 1824), Durchmesser 7 cm, Wasserfarben auf Elfenbein, Wallace Collection
- Portrait du président Amy (1829, Salon de Paris 1831), oval, 14 × 11,2 cm, auf Elfenbein, rechts im Rahmen signiert und datiert: Lizinka de Mirbel. 1829, Louvre
- Porträt von Ludwig Philipp (1834)
- Porträt von Baron François Gérard (1837), oval, 10,4 cm  × 8,6 cm, auf Elfenbein, Louvre
- Portrait Présumé de Monsieur Prévost (1840), 12 cm × 8,7 cm, auf Elfenbein, rechts im Rahmen signiert und datiert: Lizinka de Mirbel 1840, Louvre
- Porträt von Jean-Auguste-Dominique Ingres (1835), oval, 10,4 cm × 8,5 cm, auf Elfenbein, unvollendet, Louvre

## Auszeichnungen
- 1822 Silbermedaille des Salon de Paris
- 1828 Goldmedaille des Salon de Paris
- 1848 Silbermedaille des Salon de Paris